# Маклин, Эй Джей
Александр Джеймс Макли́н (англ. Alexander James McLean; также известный как Эй Джей Маклин; род. 9 января 1978, Уэст-Палм-Бич, Флорида) — американский музыкант, певец, участник группы Backstreet Boys.

## Ранняя жизнь
Александр Джеймс Маклин родился в городе Уэст-Палм-Бич (США) в семье Дениз Фернандез и Боба Маклина. Назван Александром в честь прадедушки по отцовской линии. Его родители развелись, когда ему было 2 года. Эй Джей воспитывался матерью и её родителями (Урсулой и Адольфом Фернандес). С 5 лет он участвовал в показах в качестве модели и участвовал в театральных постановках. За 2 года он сыграл в 27 пьесах. Первая роль в профессиональном театре — постановка «Король и я» в театре-ресторане имени Бёрта Рейнольдса. C 7 лет посещал танцевальный класс. В 8 лет увлёкся кукловодством. В 9 лет снялся в одной из главных ролей в низкобюджетном фильме «Правда или вызов» (англ. Truth or Dare) (релиз картины не состоялся). До 6 класса Эй Джей обучался в совместной начальной школе. в то же время он занимался игрой на музыкальных инструментах при церкви (фортепиано, орган).
В 1990 году семья переехала в Орландо. Эй Джей продолжил обучение в средней школе имени Дена Джона. После многочисленных прослушиваний для различных диснеевских проектов и шоу канала Николодеон и участии в проектах Welcome Freshmen и Guts, Эй Джей получил роль в комедийном сериале «Привет, милая, я дома!» (англ. Hi Honey, I’m Home!). В 13 лет поступил во Флоридскую академию драматических искусств. В мае 1992 года из объявления в местной газете стало известно о кастинге молодых людей в возрасте от 12 до 18 лет в вокальную группу. Алекс стал первым участником группы Backstreet Boys, кем и является до сегодняшнего момента. После года обучения в старшей школе Эй Джей стал заниматься с репетитором параллельно выступлениям с группой. В 1996 году он получил диплом в Оцеольской старшей школе.

## Карьера
С 1992 года является участником группы Backstreet Boys. В начале карьеры группа не была популярна в Штатах, несмотря на популярность их первого сингла на радиостанциях родного для группы города Орландо. Поэтому решено было попробовать свои силы в Европе, где популярность группы стала набирать обороты. В середине девяностых Backstreet Boys стали одной из самых популярных групп на мировой сцене. В 2001 году группа были внесена в Книгу рекордов Гиннесса как самая коммерчески успешная подростковая вокальная команда всех времён. Продажи альбомов Backstreet Boys составляют около 200 миллионов экземпляров записей).
В 2007 году певец вместе с бывшим участником группы ’N Sync) Джейси Чейзесом написал песню для альбома Backstreet Boys «Unbreakable», позже несколько совместно написанных ими песен вошли в сольный альбом Эй Джея.
В апреле 2008 года группа отправилась в студию в Манчестере, чтобы записать написанную Маклином и Райаном Теддером (участником группы OneRepublic) песню «Undone» (с англ. — «Разрушены») для альбома «This Is Us». Ещё одна песня, написанная ими, не попала на альбом. Английский продюсер Саймон Ковелл хотел предложить «Shadows» (с англ. — «Тени») певице Леоне Льюис, но посчитал, что песня больше подходит бой-бэнду. Композицию записала ирландская поп-группа Westlife для своего нового альбома «Where We Are».

### Альтер эго
9 января 2000 года состоялось первое благотворительное шоу Эй Джея в городе Орландо. Выступать он решил от имени своего альтер эго — Johnny No Name (с англ. — «Джонни Неизвестный»). После выступлений в рок-клубах Нью-Йорка последовал тур по Америке под названием «Nine City Swang» (с англ. — «Тур по девяти городам»). Доходы пошли в пользу благотворительного фонда каналаVH1 «Save the Music».

### Сольная карьера
В 2001 году во время интервью каналу MTV Эй Джей спел фрагмент песни «Happy», над которой он работал для сольного проекта. Во время тура группы в поддержку альбома «Never Gone» (2005—2006), Маклин неоднократно упоминал в интервью, что работает над своим сольным альбомом и одна из песен будет о его взаимоотношениях с отцом. В рамках концертного тура в поддержку «Unbreakable» каждый из участников группы исполнял сольную песню. Эй Джей выбрал динамичную «Drive by love».
В 2007—2008 году Алекс работал в студии, записывая дебютный альбом с помощью Райана Теддера (группа OneRepublic), Джейси Чейзеса (группа 'N Sync) и известного автора песен Кристиана Лундина. Стиль альбома он сам характеризует как «полностью отличающийся от стиля Backstreet Boys и являющийся отражением его внутреннего мира». В марте 2008 года с концертов в Голливуде начался его сольный тур, где использовался записанный в студии материал. Тур по странам Европы начался 15 мая в Лондоне, продолжился в Германии, Швеции, Нидерландах, Дании и Франции параллельно выступлениям Backstreet Boys.
Альбом под названием «Have it all» был выпущен 20 января 2010 года в Японии. За первую неделю продаж в Японии альбом разошёлся в количестве 4347 экземпляров и занял 34 строчку в хит-параде альбомов. Эй Джей начал работать над вторым сольным альбомом.

## Личная жизнь

### Алкогольная и наркотическая зависимость
В 2000 году Эй Джей впервые обратил внимание на проблемы с алкоголем. Появились трудности в общении с коллегами по группе, начали проявляться новые черты его характера (агрессивность, склонность к частым депрессиям). Так как группа была на пике своей карьеры, возможностей справиться с появившейся зависимостью не было. Изредка он занимался с психотерапевтом. Позднее, стало ясно, что это не принесло результатов. В начале 2001 года на съёмках клипа «The Call» Эй Джей впервые попробовал кокаин. Через какое-то время Эй Джей принял решение пройти лечение от алкогольной и наркотической зависимости в медицинском центре в городе Тусон. 23 октября 2002 года Алекс считает датой окончательной победы над зависимостью. Позднее он признавался, что перенёс две передозировки.
В декабре 2003 года во время перерыва в карьере группы (2002—2004 гг.) Эй Джей Маклин принял участие в шоу Опры Уинфри, где он впервые публично рассказал о своей наркотической и алкогольной зависимости. Остальные члены группы решили поддержать его лично, их появление в студии было неожиданным для Маклина. Впервые за 2 года группа появилась на публике в полном составе. Этот эпизод посмотрело рекордное количество зрителей. Через несколько лет Эй Джей рассказал, что иногда позволяет себе принимать алкоголь.

### Отношения
В 2001 году Эй Джей был помолвлен с певицей Сарой Мартин, отношения вскоре завершились. 8 января 2010 года, во время празднования своего дня рождения в ночном клубе Wasted Space в Лас-Вегасе, Алекс обручился со своей девушкой, Рошель Каридис. По сообщению журнала People, обручальное кольцо было куплено за несколько часов до предложения в соседнем ювелирном магазине в здании отеля Хард-Рок. Свадьба состоялась в одном из отелей Беверли Хиллз 17 декабря 2011 года. На концерте в Лондоне, 29 апреля 2012 года, Эй Джей объявил, что они с женой ждут первого ребёнка. 27 ноября 2012 года родилась их дочь Эйва Джеймс Маклин. 19 марта 2017 года родилась их вторая дочь Лирик Дин Маклин.

### Благотворительность
Благотворительная деятельность Эй Джея началась с пожертвования сумм в фонд канала VH1 «Save The Music». Его благотворительный фонд JNN Foundation основан в 2001 году. Название основано на аббревиатуре имени его альтер эго. Целью фонда является помощь таким организациям, как VH-1 «Save The Music» (поддержка музыкального образования в средних школах США), Lisa Merlin House (реабилитационный центр для женщин с алкогольной и наркотической зависимостью), Juvenile Diabetes Research Foundation (исследования для лечения диабета). В 2012 году Маклин был объявлен послом фонда «Save The Music».

## Дискография
См. также Дискография Backstreet Boys

### Студийные альбомы
- Have It All (2010)

### Синглы
- Teenage wildlife

## Фильмография
| Год  |    | Русское название           | Оригинальное название              | Роль               |
| ---- | -- | -------------------------- | ---------------------------------- | ------------------ |
| 1986 | ф  | Правда или вызов?          | Truth or Dare?: A Critical Madness | Маленький Майк     |
| 1991 | с  | Привет, милая, я дома!     | Hi Honey, I'm Home                 | Сидней Дафф        |
| 1998 | с  | Сабрина — маленькая ведьма | Sabrina, the Teenage Witch         | в роли самого себя |
| 2001 | ф  | Оливковый сок              | Olive Juice                        | DJ Naughty         |
| 2002 | мс | Артур                      | Arthur                             | в роли самого себя |
| 2002 | мс | Электрический удар         | Static Shock                       | в роли самого себя |